# Thomas Zhao Fengwu
Thomas Zhao Fengwu SVD (chiń. 趙鳳梧; pinyin Zhào Fèngwú) (ur. 14 czerwca 1920 w Jiningu, zm. 15 sierpnia 2005 w Tengzhou) – chiński duchowny katolicki, werbista, biskup Yanzhou, więzień za wiarę.
Był uznawany za legalnego biskupa zarówno przez Stolicę Apostolską jak i rząd ChRL.

## Biografia
Pochodził z katolickiej rodziny z Szantungu. W 1939 wstąpił do Wyższego Seminarium w Yanzhou. 20 kwietnia 1945 otrzymał święcenia prezbiteriatu.
Przed aresztowaniem był proboszczem parafii katedralnej w Yanzhou i dyrektorem szpitala prowadzonego przez diecezję. W 1958 został aresztowany przez komunistów i skazany na obóz pracy przymusowej, gdzie pracował jako robotnik rolny. Wolność odzyskał w 1980. Po zwolnieniu powrócił do posługi duszpasterskiej w diecezji Yanzhou i wstąpił do Zgromadzenia Słowa Bożego. Następnie był wykładowcą w Seminarium Duchownym Ducha Świętego w Jinan.
W grudniu 1992 wybrany administratorem diecezji Yanzhou, a następnie jej biskupem. 18 maja 1993 w Jinanie przyjął sakrę biskupią z rąk antybiskupa Jinanu i przewodniczącego Patriotycznego Stowarzyszenia Katolików Chińskich Josepha Zhonga Huaide. Współkonsekratorami byli prefekt apostolski Yiduxianu Joseph Sun Zhibin oraz koadiutor antybiskupa Zhoucun Joseph Ma Xuesheng. Wszyscy trzej konsekratorzy byli wyświęceni bez zgody papieża i tym samym ekskomunikowani.
Bp Thomas Zhao Fengwu znany był z tego, że przez większość roku samemu objeżdżał swoją diecezję motocyklem, odwiedzając diecezjan. Podczas jednej z takich podróży w 2005 został znaleziony przy drodze w okolicy Tengzhou w ciężkim stanie i wkrótce zmarł. W mszy pogrzebowej, która miała miejsce 19 sierpnia 2005 uczestniczyło 600 osób.